# Aïssa Maïga
Aïssa Maïga (25. svibnja 1975., Dakar) senegalska je glumica s prebivalištem u Francuskoj. Bila je nominirana za nagradu César 2007. godine za najperspektivniju glumicu zbog svoje uloge u filmu Bamako.

## Životopis
Aïssa Maïga rođena je u Dakru, glavnom gradu Senegala kao kći oca iz Malija, i majke gambijsko-senegalskog podrijetla, koja je živjela u Senegalu. S četiri godine s obitelji se seli u Pariz. Nakon srednje škole se Maïga opredijeli za kazališne studije u Saint-Denisu, i završila ga nakon nekoliko mjeseci.  Ona je dobila svoju prvu filmsku ulogu u kratkom filmu Le Royaume du Passage, još uz uloge Yvan Attal i Richard Böhringera.

## Vanjske poveznice
- Aïssa Maïga u internetskoj bazi filmova IMDb-u (engl.)